# Rheinmetall RMG.50
El RMG.50 es una ametralladora pesada alemana en desarrollo por Rheinmetall.
La ametralladora RMG.50 está siendo desarrollada por la compañía bajo contrato con la Bundeswehr como reemplazo de la ametralladora pesada Browning M2HB del mismo calibre operada por retroceso. Según un representante de la empresa, el trabajo en el RMG.50 comenzó en 2008 y los primeros disparos tuvieron lugar a finales de 2009. Desde entonces, se completó un segundo prototipo y está previsto que se inicien las pruebas en agosto de 2010. Se realizará un tercer prototipo entregado en 2011 para la calificación interna y las armas de pre-serie se entregarán a la autoridad de pruebas del Ministerio de Defensa alemán en 2012.